# Kelvin Adou
Kelvin Adou (Toulouse, 8 de fevereiro de 1998) é um futebolista profissional francês que atua como defensor.

## Carreira
Kelvin Adou começou a carreira no Toulouse.